# Phil Scott
Philip Brian Scott (* 4. srpna 1958 Barre, Vermont) je americký politik, automobilový závodník a člen Republikánské strany, od ledna 2017 guvernér Vermontu.
V letech 2001 až 2011 byl členem vermontského Senátu. Od roku 2011 do roku 2017 byl vermontským viceguvernérem.
V roce 2016 byl zvolen vermontským guvernérem poté, co s rozdílem téměř 9 % hlasů porazil kandidátku Demokratů Sue Minterovou. Funkci guvernéra poté obhájil i v letech 2018 (s rozdílem 15 % hlasů proti Demokratce Christine Hallquistové), 2020 (kdy získal dokonce přes 68 % hlasů) a 2022 (kdy získal téměř 71 % hlasů). Zajímavostí přitom je, že Vermont je jedním z několika států, ve kterých je v prakticky jakýchkoliv jiných volbách Demokratická strana jasným vítězem v podstatě každých voleb.
Je umírněným Republikánem, není podporovatelem Donalda Trumpa. V únoru 2020 uvedl, že není spokojen s Trumpovými kroky v prezidentském úřadu. V listopadu 2020 uvedl, že v prezidentských volbách v roce 2020 nebude Trumpa volit, nepodpořil však ani jeho protikandidáta z Demokratické strany Joea Bidena. V lednu 2024 vyzval Republikány v New Hampshire, aby pro Trumpa jeho straničtí kolegové v rámci primárních voleb nehlasovali, podpořil naopak Nikki Haleyovou. K dubnu 2024 byl Scott nejpopulárnějším guvernérem ve Spojených státech a v listopadu 2024 byl znovuzvolen.
Je ženatý, má dvě děti.